# Stuart Elliott
Pour les articles homonymes, voir Elliott.
Stuart Elliott (né le 23 juillet 1978 à Belfast) est un footballeur nord-irlandais évoluant au poste de milieu de terrain offensif.
International nord-irlandais depuis 2000, Elliott a connu depuis 31 sélections et inscrit 4 buts.
Il porte les couleurs de l'Hamilton Academical FC, en première division écossaise.